# Grand Prix SAR La Princesse Lalla Meryem 2019 - Qualificazioni singolare
Le qualificazioni del singolare del Grand Prix SAR La Princesse Lalla Meryem 2019 sono state un torneo di tennis preliminare per accedere alla fase finale della manifestazione. Le vincitrici dell'ultimo turno sono entrate di diritto nel tabellone principale. In caso di ritiro di una o più giocatrici aventi diritto a queste sono subentrate le lucky loser, ossia le giocatrici che hanno perso nell'ultimo turno ma che avevano una classifica più alta rispetto alle altre partecipanti che avevano comunque perso nel turno finale.

## Teste di serie
1. Fiona Ferro (qualificata)
2. Ivana Jorović (spostata nel tabellone principale)
3. Olga Danilović (qualificata)
4. Ysaline Bonaventure (qualificata)

1. Harriet Dart (primo turno)
2. Monica Niculescu (ultimo turno, ritirata)
3. Varvara Lepchenko (qualificata)
4. Martina Trevisan (secondo turno)

## Qualificate
1. Fiona Ferro
2. Varvara Lepchenko

1. Olga Danilović
2. Ysaline Bonaventure

### Lucky loser
1. Irina Bara

## Tabellone

### Legenda
| - Q = Qualificato - WC = Wild card - LL = Lucky loser | - ALT = Alternate - SE = Special Exempt - PR = Protected Ranking | - w/o = Walkover - r = Ritirato - d = Squalificato |

### Sezione 1
|  | Primo turno | Primo turno           | Primo turno           | Primo turno | Primo turno |  |  | Secondo turno | Secondo turno | Secondo turno | Secondo turno | Secondo turno |   |   | Ultimo turno | Ultimo turno | Ultimo turno | Ultimo turno | Ultimo turno |  |
|  |             |                       |                       |             |             |  |  |               |               |               |               |               |   |   |              |              |              |              |              |  |
|  | 1           | Fiona Ferro           | 6                     | 4           | 7           |  |  |               |               |               |               |               |   |   |              |              |              |              |              |  |
|  |             | Arina Rodionova       | 4                     | 6           | 5           |  |  | 1             | Fiona Ferro   | 1             | 6             | 6             |   |   |              |              |              |              |              |  |
|  | WC          | Fiona Codino          | Fiona Codino          | 1           | 2           |  |  |               | Sara Errani   | 6             | 3             | 4             |   |   |              |              |              |              |              |  |
|  |             | Sara Errani           | Sara Errani           | 6           | 6           |  |  |               |               |               |               |               |   |   | 1            | Fiona Ferro  | 7            | 0            | 6            |  |
|  |             | Georgina García Pérez | Georgina García Pérez | 4           | 6(1)        |  |  |               |               |               | Greet Minnen  | 63            | 6 | 3 |              |              |              |              |              |  |
|  |             | Greet Minnen          | Greet Minnen          | 6           | 7           |  |  |               | Greet Minnen  | Greet Minnen  | 6             | 7             |   |   |              |              |              |              |              |  |
|  |             | Harmony Tan           | Harmony Tan           | 6           | 7           |  |  |               | Harmony Tan   | Harmony Tan   | 2             | 62            |   |   |              |              |              |              |              |  |
|  | 5           | Harriet Dart          | Harriet Dart          | 2           | 63          |  |  |               |               |               |               |               |   |   |              |              |              |              |              |  |

### Sezione 2
|  | Primo turno | Primo turno        | Primo turno        | Primo turno | Primo turno |  |  | Secondo turno | Secondo turno     | Secondo turno     | Secondo turno     | Secondo turno     |   |   | Ultimo turno | Ultimo turno | Ultimo turno | Ultimo turno | Ultimo turno |  |
|  |             |                    |                    |             |             |  |  |               |                   |                   |                   |                   |   |   |              |              |              |              |              |  |
|  |             |                    |                    |             |             |  |  |               |                   |                   |                   |                   |   |   |              |              |              |              |              |  |
|  |             |                    |                    |             |             |  |  |               | Bye               |                   |                   |                   |   |   |              |              |              |              |              |  |
|  |             | Lesley Kerkhove    | 6                  | 64          | 4           |  |  |               | Pemra Özgen       | Pemra Özgen       | Pemra Özgen       | Pemra Özgen       |   |   |              |              |              |              |              |  |
|  |             | Pemra Özgen        | 2                  | 7           | 6           |  |  |               |                   |                   |                   |                   |   |   |              | Pemra Özgen  | Pemra Özgen  | 3            | 4            |  |
|  |             | Panna Udvardy      | Panna Udvardy      | 6           | 6           |  |  |               |                   | 7                 | Varvara Lepchenko | Varvara Lepchenko | 6 | 6 |              |              |              |              |              |  |
|  | WC          | Rita Atik          | Rita Atik          | 0           | 1           |  |  |               | Panna Udvardy     | Panna Udvardy     | 2                 | 0                 |   |   |              |              |              |              |              |  |
|  |             | Liudmila Samsonova | Liudmila Samsonova | 4           | 6(1)        |  |  | 7             | Varvara Lepchenko | Varvara Lepchenko | 6                 | 6                 |   |   |              |              |              |              |              |  |
|  | 7           | Varvara Lepchenko  | Varvara Lepchenko  | 6           | 7           |  |  |               |                   |                   |                   |                   |   |   |              |              |              |              |              |  |

### Sezione 3
|  | Primo turno | Primo turno      | Primo turno      | Primo turno | Primo turno |  |  | Secondo turno | Secondo turno    | Secondo turno    | Secondo turno    | Secondo turno    |   |   | Ultimo turno | Ultimo turno   | Ultimo turno   | Ultimo turno | Ultimo turno |  |
|  |             |                  |                  |             |             |  |  |               |                  |                  |                  |                  |   |   |              |                |                |              |              |  |
|  | 3           | Olga Danilović   | Olga Danilović   | 6           | 6           |  |  |               |                  |                  |                  |                  |   |   |              |                |                |              |              |  |
|  | WC          | Lina Qostal      | Lina Qostal      | 1           | 2           |  |  | 3             | Olga Danilović   | Olga Danilović   | 7                | 6                |   |   |              |                |                |              |              |  |
|  |             | Anna Danilina    | Anna Danilina    | 7           | 6           |  |  |               | Anna Danilina    | Anna Danilina    | 5                | 3                |   |   |              |                |                |              |              |  |
|  |             | Zoe Hives        | Zoe Hives        | 62          | 4           |  |  |               |                  |                  |                  |                  |   |   | 3            | Olga Danilović | Olga Danilović | 4            |              |  |
|  |             | Bibiane Schoofs  | 6                | 1           | 6           |  |  |               |                  | 6                | Monica Niculescu | Monica Niculescu | 4 | r |              |                |                |              |              |  |
|  |             | Sabine Lisicki   | 3                | 6           | 1           |  |  |               | Bibiane Schoofs  | Bibiane Schoofs  | 0                | 4                |   |   |              |                |                |              |              |  |
|  |             | Carolina Alves   | Carolina Alves   | 3           | 3           |  |  | 6             | Monica Niculescu | Monica Niculescu | 6                | 6                |   |   |              |                |                |              |              |  |
|  | 6           | Monica Niculescu | Monica Niculescu | 6           | 6           |  |  |               |                  |                  |                  |                  |   |   |              |                |                |              |              |  |

### Sezione 4
|  | Primo turno | Primo turno         | Primo turno         | Primo turno | Primo turno |  |  | Secondo turno | Secondo turno       | Secondo turno | Secondo turno | Secondo turno |   |   | Ultimo turno | Ultimo turno        | Ultimo turno        | Ultimo turno | Ultimo turno |  |
|  |             |                     |                     |             |             |  |  |               |                     |               |               |               |   |   |              |                     |                     |              |              |  |
|  | 4           | Ysaline Bonaventure | Ysaline Bonaventure | 6           | 6           |  |  |               |                     |               |               |               |   |   |              |                     |                     |              |              |  |
|  | WC          | Galina Voskoboeva   | Galina Voskoboeva   | 4           | 1           |  |  | 4             | Ysaline Bonaventure | 6             | 63            | 6             |   |   |              |                     |                     |              |              |  |
|  |             | Laura Pigossi       | Laura Pigossi       | 1           | 0           |  |  |               | Magdalena Fręch     | 2             | 7             | 1             |   |   |              |                     |                     |              |              |  |
|  |             | Magdalena Fręch     | Magdalena Fręch     | 6           | 6           |  |  |               |                     |               |               |               |   |   | 4            | Ysaline Bonaventure | Ysaline Bonaventure | 6            | 6            |  |
|  |             | Irina Bara          | 6                   | 4           | 5           |  |  |               |                     |               | Irina Bara    | Irina Bara    | 1 | 2 |              |                     |                     |              |              |  |
|  |             | Tereza Mrdeža       | 4                   | 6           | 5r          |  |  |               | Irina Bara          | 3             | 6             | 6             |   |   |              |                     |                     |              |              |  |
|  | WC          | Sada Nahimana       | Sada Nahimana       | 2           | 5           |  |  | 8             | Martina Trevisan    | 6             | 4             | 3             |   |   |              |                     |                     |              |              |  |
|  | 8           | Martina Trevisan    | Martina Trevisan    | 6           | 7           |  |  |               |                     |               |               |               |   |   |              |                     |                     |              |              |  |